# Svend Aage Rask
Pour les articles homonymes, voir Rask.
Svend Aage Rask est un footballeur danois né le 14 juillet 1935 à Odense et mort le 29 juin 2020. Il évoluait au poste de gardien de but.

## Biographie

### En club
Svend Aage Rask joue durant toute sa carrière au B 1909, de 1955 à 1969.
Avec cette équipe, il dispute 6 matchs en Coupe d'Europe des clubs champions.

### En équipe nationale
International danois, Svend Aage Rask reçoit une sélection en équipe du Danemark le 1er juillet 1967 contre les Bermudes,.
Il fait partie du groupe danois lors de l'Euro 1964, sans jouer de matchs lors de cette compétition.

## Carrière
- 1955-1969 :  B 1909

## Palmarès
Avec B 1909 :
- Champion du Danemark en 1959 et en 1964
- Vainqueur de la Coupe du Danemark en 1962